# Röfix
Röfix AG je avstrijski proizvajalec gradbenih materialov. Proizvodni program vsebuje materiale od malt za zidanje, različnih ometov, pa vse do celotnih sistemskih rešitev. Slovenska podružnica je odprla svoja vrata leta 1995 v Kočevski Reki.

## Zgodovina
Podjetje je ustanovil Josef Wehinger s svojim bratom leta 1888. Leta 1929 je podjetje prevzel sin Herman. V tem času se je podjetje ukvarjalo s proizvodnjo apna. Istega leta je Herman Wehinger začel prvi proizvajati apno v vrečah. Leta 1936 so obnovili poslovno stavbo in nabavili prvi kamion. 12 let pozneje postanejo Josef, Ludwig in herman enakovredni partnerji v podjetju. Skozi čas se je podjetje razvijalo in moderniziralo. Leta 1982 je bila zgrajena prva tovarna v Parchinsu severna Italija. Danes ima RÖFIX svoje tovarne po vsej Evropi od Avstrije preko Švice, Italije, Slovenije, Hrvaške, Bosne in Hercegovine, Srbije Črna Gora, pa vse do Kosova, Albanije in Bolgarije.